# إرنست دي
إرنست دي (بالإنجليزية: Ernest Dye)‏ هو لاعب كرة قدم أمريكية أمريكي، ولد في 15 يوليو 1971 في غرينوود في الولايات المتحدة.

## وصلات خارجية
- إرنست دي على موقع مرجع كرة القدم المحترفة.كوم (الإنجليزية)